# Башинов, Иван Владимирович
Иван Владимирович Башинов (1910, с. Бильчир, Осинская волость, Балаганский уезд, Иркутская губерния — 24.08.1994) — Герой Социалистического Труда (1971).

## Биография
Иван Владимирович Башинов родился в 1910 году в селе Бильчир Иркутской губернии. Получил начальное образование, после этого на протяжении всей жизни работал в совхозе «Бильчирский» Осинского района Иркутской области. Был чабаном. Вступил в КПСС.

### Трудовой подвиг
По итогам 8-й пятилетки в 1971 году за самоотверженный и ударный труд Башинову Ивану Владимировичу было присвоено звание Героя Социалистического Труда.

## Награды
- Медаль «Серп и Молот»